# 阿里安娜·布里迪
阿里安娜·布里迪（義大利語：Arianna Bridi，1995年11月6日—），意大利女子游泳运动员，2017年世界游泳锦标赛女子10公里公开水域游泳和女子25公里公开水域游泳铜牌得主、2018年欧洲游泳锦标赛女子25公里公开水域游泳金牌得主。